# Xã Athens, Quận Ringgold, Iowa
Xã Athens (tiếng Anh: Athens Township) là một xã thuộc quận Ringgold, tiểu bang Iowa, Hoa Kỳ. Năm 2010, dân số của xã này là 434 người.